# 萨孤吴仁
萨孤吴仁（?—?），一作薛孤吴仁、薛孤吴，姓薛孤。
貞觀九年（635年），薛孤吴仁从李靖伐吐谷浑。闰四月二十三日，在曼头山大败吐谷浑，将其著名首领斩首，获大批牲畜，以充军队食物。擢左武候将军。贞观十九年（645年），唐太宗征辽东高句丽，十二月廿五日，左武候将军薛孤吴，征发灵、原、宁、盐、庆五州兵马镇守灵州，防务薛延陀。贞观二十年（646年）与诸军会击，灭薛延陀，有战功。永徽二年（651年）七月，唐高宗下诏任命左武候大将军梁建方、右骁卫大将军契苾何力为弓月道行军总管，右骁卫将军高德逸、右武候将军薛孤吴仁为副总管，征发秦、成、岐、雍府兵力三万人，以及回纥五万骑兵讨伐突厥。征处月、处蜜，大获全胜。后以功封朔方郡公。